# Lester Patrick Trophy

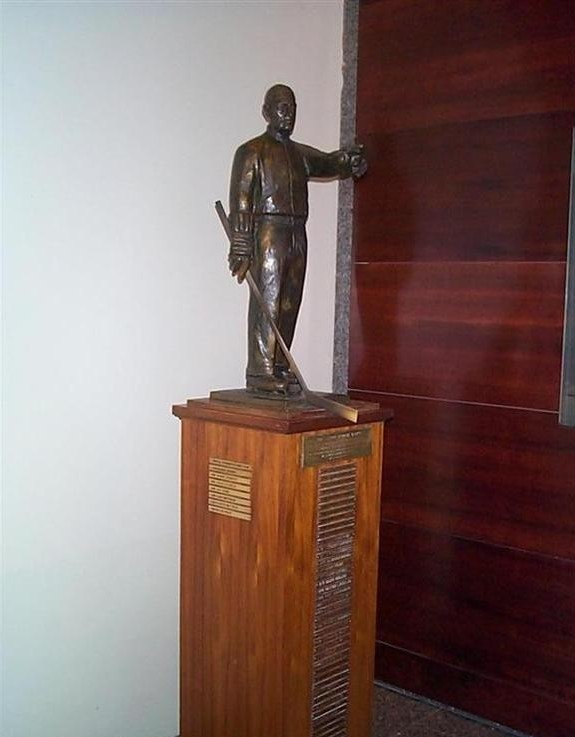
Lester Patrick Trophy

De Lester Patrick Trophy wordt sinds 1966 ieder jaar uitgereikt in de NHL (National Hockey League) aan de persoon die dat jaar een positieve bijdrage heeft geleverd aan het Noord-Amerikaanse ijshockey. Dat kunnen zowel spelers en coaches, maar ook journalisten, officals, scheidsrechters.
De trofee is vernoemd naar Lester Patrick (1883-1960), speler en coach van de New York Rangers. Hij werd gezien als een pioneer en voorloper van het moderne hockey.
De winnaars worden gekozen door een comité, bestaande uit officals, de president van NHL, een NHL gouverneur, iemand uit de organisatie van de New York Rangers, een lid van de U.S. Hall of Fame, een lid van de Hockey Hall of Fame Builder's section, een lid van de Hockey Hall of Fame Player's section, een lid van de NHL Broadcasters' Association en een lid van de Professional Hockey Writers' Association. De samenstelling van het comité verandert ieder jaar, behalve de president van de NHL, nu Gary Bettman.

## Lester Patrick Trophy winnaars
- 2010 - Dave Andrews, Cam Neely, Jack Parker, Jerry York
- 2009 - Mark Messier, Mike Richter, Jim Devellano
- 2008 - Ted Lindsay, Bob Naegele, Jr., Brian Burke, Phil Housley
- 2007 - Brian Leetch, Cammi Granato, Stan Fishler, John Hartigan
- 2006 - Red Berenson, Marcel Dionne, Reed Larson, Glen Sonmor, Steve Yzerman
- 2005 - Geen winnaar vanwege de 2004-05 NHL staking
- 2004 - Mike Emrick, John Davidson, Ray Miron
- 2003 - Willie O'Ree, Raymond Bourque, Ron DeGregorio
- 2002 - Herb Brooks, Larry Pleau
- 2001 - Gary Bettman, Scotty Bowman, David Poile
- 2000 - Mario Lemieux, Craig Patrick, Lou Vairo
- 1999 - Harry Sinden
- 1998 - Peter Karmanos, Neal Broten, John Mayasich, Max McNab
- 1997 - Seymour H. Knox III, Bill Cleary, Pat LaFontaine
- 1996 - George Gund, Ken Morrow, Milt Schmidt
- 1995 - Joe Mullen, Brian Mullen, Bob Fleming
- 1994 - Wayne Gretzky, Robert Ridder
- 1993 - Frank Boucher, Mervyn "Red" Dutton, Bruce McNall, Gil Stein
- 1992 - Al Arbour, Art Berglund, Lou Lamoriello
- 1991 - Rod Gilbert, Mike Ilitch
- 1990 - Len Ceglarski
- 1989 - Dan Kelly, Lou Nanne, Lynn Patrick, Bud Poile
- 1988 - Keith Allen, Fred Cusick, Bob Johnson
- 1987 - Hobey Baker, Frank Mathers
- 1986 - Jack MacInnes, Jack Riley
- 1985 - Jack Butterfield, Arthur M. Wirtz
- 1984 - John A. Ziegler, Jr., Arthur Howie Ross
- 1983 - Bill Torrey
- 1982 - Emile P. Francis
- 1981 - Charles M. Schulz
- 1980 - Bobby Clarke, Edward M. Snider, Frederick A. Shero
- 1979 - Bobby Orr
- 1978 - Phil Esposito, Tom Fitzgerald, William T. Tutt, William W. Wirtz
- 1977 - John P. Bucyk, Murray A. Armstrong, John Mariucci
- 1976 - Stan Mikita, George A. Leader, Bruce A. Norris
- 1975 - Donald M. Clark, William L. Chadwick, Tommy Ivan
- 1974 - Alex Delvecchio, Murray Murdoch, Weston W. Adams, Sr., Charles L. Crovat
- 1973 - Walter L. Bush, Jr.
- 1972 - Clarence S. Campbell, John A. "Snooks" Kelly, Ralph "Cooney" Weiland, James D. Norris
- 1971 - William M. Jennings, John B. Sollenberger, Terrance G. Sawchuk
- 1970 - Edward W. Shore, James C. V. Hendy
- 1969 - Robert M. Hull, Edward J. Jeremiah
- 1968 - Thomas F. Lockhart, Walter A. Brown, General John R. Kilpatrick
- 1967 - Gordon Howe, Charles F. Adams, James Norris Sr.
- 1966 - J.J. "Jack" Adams